# Terry Lovejoy
Terry Lovejoy (nacido el 20 de noviembre de 1966) es un tecnólogo de la información de Thornlands, Queensland, Australia, más ampliamente conocido como un astrónomo amateur.  Ha descubierto cinco cometas, incluyendo C/2011 W3 (Lovejoy), el primer cometa Kreutz Sungrazing descubierto por observación en tierra en unos 40 años. Es también conocido por divulgar procedimientos para modificar cámaras digitales de modo que puedan ser utilizadas como cámaras digitales para astrofotografía.

## Astrofotografía
Lovejoy es conocido entre los astrónomos amateurs por identificar las modificaciones de cámaras digitales necesarias para poder realizar la astrofotografía.  Tales cámaras vienen configuradas con unos filtros integrados que eliminan la luz infrarroja. Desafortunadamente, también eliminan parte de la luz roja que emiten muchos objetos espaciales profundos. Después de haber publicado los procedimientos para modificar estos filtros, muchos astrónomos amateurs pudieron mejorar su fotografía del espacio profundo.
Gordon J. Garradd nombró a 61342 Lovejoy así en honor a Lovejoy después de su descubrimiento el 3 de agosto de 2000. 
El 15 de marzo de 2007, Lovejoy utilizó una cámara modificado para descubrir el cometa C/2007 E2 (Lovejoy).  Dos meses más tarde,  descubrió otro cometa, llamado C/2007 K5 (Lovejoy).
El 27 de noviembre de 2011, con su descubrimiento de C/2011 W3 (Lovejoy),  se convirtió en el primer astrónomo que descubrió un cometa Kreutz Sungrazing en 40 años mediante observación en tierra. El descubrimiento se realizó utilizando un telescopio Celestron C8 Schmidt@–Cassegrain trabajando en f/2.1 con una cámara QHY9 CCD.
El 7 de septiembre de 2013, Lovejoy descubrió el cometa C/2013 R1 que pudo ser visible a simple vista en noviembre de 2013.
El 17 de agosto de 2014, Lovejoy descubrió el cometa C/2014 Q2 (Lovejoy) en la constelación Puppis.